# Posebind i kunstværker i Danmark
Posebind i kunstværker i Danmark er relativt hyppigt forekommende. En systematisk behandling af posebøgernes forekomst i kunstværker i Danmark findes ikke. På grundlag af Viggo Starcke og databaserne "kalkmalerier i Danmarks kirker og Danmarks middelalderlige Altertavler" kan dannes en oversigt. Betegnelsen bogpose benyttes i beskrivelserne uden sikker viden, om der er tale om en bog i en pose eller en egentlig posebog.
I Danmark findes en række eksempler, der ikke oprindeligt har hørt hjemme i det nuværende Danmark. Nationalmuseet ejer en holstensk altertavle (inv. nr. 2126) fra 1435 fra benediktinernonnernes kirke i Preetz i Holsten. På den ses en udskåret figur af apostlen Jakob, som holder en posebog i venstre hånd. I Det Kongelige Bibliotek findes et manuskript (Thott 3 2°) fra ca. 1408, der stammer fra cistercienserklosteret i IJsselstein i Holland. Her ses Hieronymus med en posebog i venstre hånd. Også i Gamle Kongelig Samling 1605 ses sankt Gertrud med en posebog i venstre hånd på fire recto (online (Webside ikke længere tilgængelig)), Justinus Martyr holder en i venstre hånd på 6 verso (online Arkiveret 5. marts 2016 hos  Wayback Machine) og på 45 recto (online (Webside ikke længere tilgængelig)) holder sankt Benedikt en posebog opslået i venstre hånd. Også i Gamle Kongelig Samling 1612 ses på 1 verso (online (Webside ikke længere tilgængelig)) en posebog.
Oversigten herunder over kunstværker, der hører til i Danmark, er efter evne opstillet alfabetisk efter det sted, kunstværkernes oprindeligt var opstillet. Listen er delt op i stifter.

## Fyens Stift
- Allerup Kirke, Åsum Herred
  - Beskrivelse: Altertavle fra 1515-1525 med apostelfigurer på sidefløjene. Bartholomæus holder en posebog i højre hånd.
  - Nuværende opholdssted: Allerup Kirke
  - Online ressourcer: Danmarks middelalderlige Altertavler registernr. FY.02.02.01 (Webside ikke længere tilgængelig)

- Gestelev Kirke, Sallinge Herred
  - Beskrivelse: Altertavle fra ca. 1515-1520 med helgenfigurer på fløjene. Sankt Katharina holder en posebog i venstre hånd.
  - Nuværende opholdssted: Møntergården, Mus.nr. 4/1899, magasin
  - Online ressourcer: Danmarks middelalderlige Altertavler registernr. FY.09.03.01 (Webside ikke længere tilgængelig)

- Helligåndskirken i Fåborg, Sallinge Herred
  - Beskrivelse: Fra en altertavle fra omkring 1500 er syv udskårne figurer bevaret. En uidentificeret apostel blandt disse figurer holder en posebog i højre hånd.
  - Nuværende opholdssted: Helligåndskirken, hvor figuren er ophængt på kirkeskibets vestvæg.
  - Online ressourcer: Danmarks middelalderlige Altertavler registernr. FY.08.05.01 (Webside ikke længere tilgængelig)

- Helligåndskirken i Fåborg, Sallinge Herred
  - Beskrivelse: Altertavle fra 1511 (ifølge indskrift på tavlen) med nødhjælper- og apostelfigurer på fløjene. Sankt Barbara holder en posebog i højre hånd.
  - Nuværende opholdssted: Nationalmuseet, inv. nr. D1734, udstillet
  - Online ressourcer: Danmarks middelalderlige Altertavler registernr. FY.08.05.02 (Webside ikke længere tilgængelig)

- Holckenhavns Kapel, Vindinge Herred
  - Beskrivelse: Sengotisk altertavle sammensat af elementer fra 1500-1520 med apostelfigurer (fra 1515-1520) på fløjene. Simon – eller Filip? – holder en posebog i venstre hånd.
  - Nuværende opholdssted: Holckenhavens Kapel
  - Online ressourcer: Danmarks middelalderlige Altertavler registernr. FY.10.15.01 (Webside ikke længere tilgængelig)

- Ullerslev Kirke, Vindinge Herred
  - Beskrivelse: Kalkmaleri fra 1485 i kirkens kor. På maleriet ses den korsfæstede Kristus med en mandsperson (apostlen Johannes?) og en kvindeskikkelse (jomfru Maria?) stående under korset. Manden holder en posebog i højre hånd.
  - Nuværende opholdssted: Ullerslev Kirke
  - Online ressourcer: Kalkmalerier.dk

- Vindinge Kirke, Vindinge Herred
  - Beskrivelse: Altertavle fra ca. 1480 med apostelfigurer på fløjene. Simon holder en posebog i venstre hånd.
  - Nuværende opholdssted: Vindinge Kirke
  - Online ressourcer: Danmarks middelalderlige Altertavler registernr. FY.10.14.01 (Webside ikke længere tilgængelig)

## Haderslev Stift
- Bjerre Kirke, Bjerre Herred
  - Beskrivelse: To frifigurer – jomfru Maria og apostlen Johannes – fra slutningen af 1400-tallet indgår i korskranken. Johannes holder en posebog i højre hånd.
  - Nuværende opholdssted: Bjerre Kirke
  - Online ressourcer: Danmarks middelalderlige Altertavler registernr. HA.01.01.01 (Webside ikke længere tilgængelig)

- Egen Kirke, Als Nørre Herred
  - Beskrivelse: Altertavle fra 1515 med apostelfigurer på fløjene. Judas Thaddæus holder en bogpose i højre hånd.
  - Nuværende opholdssted: Egen Kirke
  - Online ressourcer: Danmarks Middelalderlige Altertavler registernr. HA.08.03.01 (Webside ikke længere tilgængelig)

- Egvad Kirke, Sønder Rangstrup Herred
  - Beskrivelse: Altertavle fra 1475-1500 med apostelfigurer på fløjene. Thomas holder en bogpose i højre hånd.
  - Nuværende opholdssted: Egvad Kirke
  - Online ressourcer: Danmarks middelalderlige Altertavler registernr. HA.07.03.01 (Webside ikke længere tilgængelig)

- Felsted Kirke, Lundtoft Herred
  - Beskrivelse: Sidealtertavle fra ca. 1510. En udskåret figur forestillende sankt Katharina holder en åben posebog i venstre hånd.
  - Nuværende opholdssted: Felsted Kirke
  - Online ressourcer: Danmarks middelalderlige Altertavler registernr. HA.07.04.02 (Webside ikke længere tilgængelig)

- Grejs Kirke, Nørvang Herred
  - Beskrivelse: Altertavle, der i 1953 blev sammenstykket af dele fra en sengotisk altertavle. I midtfeltet er en korsfæstelsesgruppe med jomfru Maria og apostlen Johannes, der tidligere har hængt i korbuen. Johannes holder en posebog i venstre hånd. I fløjene er der apostelfigurer, hvoraf en – i 1953 navngivet Filip – holder en posebog i højre hånd.
  - Nuværende opholdssted: Grejs Kirke
  - Online ressourcer: Danmarks middelalderlige Altertavler registernr. HA.01.02.01 (Webside ikke længere tilgængelig)

- Halk Kirke, Haderslev Herred
  - Beskrivelse: Altertavle, hvor en Golgatascene og fire sidefigurer fra en sengotisk altertavle fra ca. 1500 er indsat i en renæssanceramme. I Golgatascenen ses apostlen Johannes med en posebog.
  - Nuværende opholdssted: Halk Kirke
  - Online ressourcer: Danmarks middelalderlige Altertavler registernr. HA.06.03.01 (Webside ikke længere tilgængelig)

- Hammelev Kirke, Gram Herred
  - Beskrivelse: Altertavle fra 1450-1500 med apostlefigurer på fløjene. Peter holder en posebog i venstre hånd.
  - Nuværende opholdssted: Hammelev Kirke
  - Online ressourcer: Danmarks middelalderlige Altertavler registernr. HA.05.05.01 (Webside ikke længere tilgængelig)

- Havnbjerg Kirke, Als Nørre Herred
  - Beskrivelse: Fragmenter fra en altertavle fra 1500-1515 er bevaret. Hertil hører en udskåret figur forestillende Paulus, der i holder en posebog i højre hånd.
  - Nuværende opholdssted: Nationalmuseet, inv.nr. 11587, i magasin i Ørholm.
  - Online ressourcer: Danmarks middelalderlige Altertavler registernr. HA.08.04.01 (Webside ikke længere tilgængelig)

- Hejls Kirke, Nørre Tyrstrup Herred
  - Beskrivelse: Altertavle med apostelfigurer på fløjene skænket til kirken i 1471 af biskop Nicolaus Wulff af Slesvig. Paulus holder en posebog i højre hånd, og Thomas en i venstre hånd.
  - Nuværende opholdssted: Hejls Kirke
  - Online ressourcer: Danmarks middelalderlige Altertavler registernr. HA.05.06.01 (Webside ikke længere tilgængelig)

- Hellevad Kirke, Sønder Rangstrup Herred
  - Beskrivelse: Altertavle fra 1475-1500 eller 1515-1520 med apostelfigurer på fløjene. Thomas holder en posebog i venstre hånd.
  - Nuværende opholdssted: Hellevad Kirke
  - Online ressourcer: Danmarks middelalderlige Altertavle registernr. HA.07.05.01 (Webside ikke længere tilgængelig)

- Herslev Kirke, Brusk Herred
  - Beskrivelse: Altertavle fra 1500-1525 med apostelfigurer på sidefløjene. Johannes holder en posebog i højre hånd.
  - Nuværende opholdssted: Herslev Kirke
  - Online ressourcer: Danmarks middelalderlige Altertavler registernr. HA.03.02.01 (Webside ikke længere tilgængelig)

- Hjerndrup Kirke, Sønder Tyrstrup Herred
  - Beskrivelse: Altertavle fra ca. 1475 med apostelfigurer på sidefløjene. Peter (?) holder en posebog i venstre hånd.
  - Nuværende opholdssted: Hjerndrup Kirke
  - Online ressourcer: Danmarks middelalderlige Altertavler registernr. HA.05.07.01 (Webside ikke længere tilgængelig)

- Holbøl Kirke, Lundtoft Herred
  - Beskrivelse: Altertavle fra 1475-1500 med apostelfigurer i midtfelt. Filip (?) holder en posebog i venstre hånd.
  - Nuværende opholdssted: Holbøl Kirke
  - Online ressourcer: Danmarks middelalderlige Altertavler registernr. HA.07.06.01 (Webside ikke længere tilgængelig)

- Hørup Kirke, Als Sønder Herred
  - Beskrivelse: Altertavle sammensat af elementer fra forskellige tider. Apostelfigurer fra ca. 1425, hvor Filip eller Jakob den Yngre holder en posebog i venstre hånd.
  - Nuværende opholdssted: Hørup Kirke
  - Online ressourcer: Danmarks middelalderlige Altertavler registernr. HA.08.05.01 (Webside ikke længere tilgængelig)

- Ketting Kirke, Als Sønder Herred
  - Beskrivelse: Fra en altertavle fra ca. 1450 er der bevaret ni apostelfigurer. En af disse holder en posebog i højre hånd.
  - Nuværende opholdssted: Ketting Kirke på hylder ved siden af den nuværende altertavle
  - Online ressourcer: Danmarks middelalderlige Altertavler registernr. HA.08.07.01 (Webside ikke længere tilgængelig)

- Oksbøl Kirke, Als Nørre Herred
  - Beskrivelse: Altertavle fra ca. 1425 indsat i nyt skab 1955-1957. En udskåret figur forestillende Judas Thaddæus holder en posebog i venstre hånd.
  - Nuværende opholdssted: Oksbøl Kirke
  - Online ressourcer: Danmarks middelalderlige Altertavler registernr. HA.08.11.01 (Webside ikke længere tilgængelig)

- Pjedsted Kirke, Holmans Herred
  - Beskrivelse: Altertavle fra begyndelsen af 1500-tallet med apostelfigurer på fløjene. Judas Thaddæus (?) holder en posebog i højre hånd.
  - Nuværende opholdssted: Pjedsted Kirke
  - Online ressourcer: Danske middelalderlige Altertavler registernr. HA.03.03.01 (Webside ikke længere tilgængelig)

- Rise Kirke, Rise Herred
  - Beskrivelse: Altertavle fra 1450-1500 med apostelfigurer på fløjene. Matthæus holder en posebog i højre hånd, og Andreas en i venstre hånd.
  - Nuværende opholdssted: Schleswig-Holsteinische Landesmuseen Schloß Gottorf, inv. nr. AB 1899, kat.nr. 15, udstillet
  - Online ressourcer: Danske middelalderlige Altertavler registernr. HA.07.11.01 (Webside ikke længere tilgængelig)

- Taps Kirke, Nørre Tyrstrup Herred
  - Beskrivelse: Altertavle fra 1524 med apostelfigurer på fløjene. Over den nordlige fløj er et topskab med en udskåret figur forestillende sankt Katharina, der holder en posebog i højre hånd.
  - Nuværende opholdssted: Taps Kirke
  - Online ressourcer: Danmarks middelalderlige Altertavler registernr. HA.05.12.01 (Webside ikke længere tilgængelig)

- Vonsild Kirke, Nørre Tyrstrup Herred
  - Beskrivelse: To figurer fra en altertavle fra omkring 1500 er bevaret. Den ene holder en posebog i den højre hånd.
  - Nuværende opholdssted: Museet på Koldinghus, inv. nr. 5153
  - Online ressourcer: Danmarks middelalderlige Altertavler registernr. HA.04.05.01 (Webside ikke længere tilgængelig)

- Ødsted Kirke, Jerlev Herred
  - Beskrivelse: Altertavle fra slutningen af 1400-tallet med apostelfigurer på sidefløjene. Paulus holder en posebog i venstre hånd.
  - Nuværende opholdssted: Ødsted Kirke
  - Online ressourcer: Danmarks middelalderlige Altertavler registernr. HA.02.06.01 (Webside ikke længere tilgængelig)

- Øster Snede Kirke, Nørvang Herred
  - Beskrivelse: 12 apostelfigurer fra en sengotisk altertavle er indsat i fløjene i en renæssancetavle. En af figurerne holder en posebog i højre hånd. Figuren er i den nuværende altertavle identificeret som Judas, hvilket formodentlig skyldes en forveksling af posebogen med den pengepung, som Judas Iskariot ofte afbildes med.
  - Nuværende opholdssted: Øster Snede Kirke
  - Online ressourcer: Danmarks middelalderlige Altertavler registernr. HA.01.12.01 (Webside ikke længere tilgængelig)

## Helsingør Stift
- Hvidovre Kirke, Sokkelund Herred
  - Beskrivelse: Altertavle med Golgatascene og apostle fra ca. 1450-1500 indsat i nyt skab i 1951. Nederst på sydfløjen ses apostlen Matthias (Matthæus er angivet på tavlen) med en posebog i højre hånd.
  - Nuværende opholdssted: Hvidovre Kirke
  - Online ressourcer: Danmarks middelalderlige Altertavler registernr. HE.09.01.01 (Webside ikke længere tilgængelig)

- Nødebo Kirke, Holbo Herred
  - Beskrivelse: Altertavle fra begyndelsen af 1500-tallet, formodentlig produceret i Nederlandene og oprindeligt fra en kirke i Helsingør. Midfeltet er et maleri af korsfæstelsen (Adrian Isenbrant og Ambrosius Benson har været foreslået som kunstneren bag), hvor apostlen Johannes holder en posebog i højre hånd.
  - Nuværende opholdssted: Nødebo Kirke
  - Online ressourcer: Danmarks middelalderlige Altertavler registernr. HE.03.02.01 (Webside ikke længere tilgængelig)

- Slangerup Kirke, Lynge-Frederiksborg Herred
  - Beskrivelse: Korstole med gavlbilleder fra begyndelsen af 1500-tallet. Mod vest ses Sankt Antonius, der har en posebog hængende ved bæltet.
  - Nuværende opholdssted: Slangerup Kirke
  - Online ressourcer: Danmarks middelalderlige Altertavler registernr. HE.04.06.03 (Webside ikke længere tilgængelig)

## Lolland-Falsters Stift
- Gurreby Kirke, Lollands Sønder Herred
  - Beskrivelse: Altertavle fra 1518, hvor apostlene ses i midtfeltet. En uidentificeret af disse holder en posebog i højre hånd.
  - Nuværende opholdssted: Nationalmuseet, inv. nr. D21/1992, udstillet (tavlen har været på Nationalmuseet siden midten af 1800-tallet, men fik først et nummer i 1992)
  - Online ressourcer: Danmarks middelalderlige Ressourcer registernr. LF.03.03.01 (Webside ikke længere tilgængelig)

- Halsted Kirke, Lollands Nørre Herred
  - Beskrivelse: Altertavle fra slutningen af 1400-tallet med apostelfigurer på fløjene. I midtfeltet findes fire udskårne figurer, hvoraf én – Birgitta af Vadstena ? – holder en posebog i højre hånd.
  - Nuværende opholdssted: Halsted Kirke
  - Online ressourcer: Danmarks middelalderlige Altertavler registernr. LF.03.04.01 (Webside ikke længere tilgængelig)

- Nordlunde Kirke, Lollands Nørre Herred
  - Beskrivelse: Altertavle fra slutningen af 1400-tallet. En udskåret figur forestillende apostlen Johannes holder en posebog i venstre hånd, og på den ene sidefløjsmaleri, hvor Johannes Døber prædiker for kong Herodes, ses en person med en person i bagrunden, der holder en posebog i højre hånd. I 2. stand ses en biskop på den anden sidefløjs maleri, der holder en posebog i hånden.
  - Nuværende opholdssted: Nationalmuseet, Inv. nr. 8452, udstillet
  - Online ressourcer: Danmarks middelalderlige Altertavler registernr. LF.02.04.01 (Webside ikke længere tilgængelig)

## Ribe Stift
- Abild Kirke, Tønder, Højer og Lø Herred
  - Beskrivelse: Altertavle fra ca. 1500 med apostelfigurer på fløjene. Filip holder en posebog i venstre hånd.
  - Nuværende opholdssted: Abild Kirke
  - Online ressourcer: Danmarks middelalderlige Altertavler registernr. RI.09.01.01 (Webside ikke længere tilgængelig)

- Bedsted Kirke, Sønder Rangstrup Herred
  - Beskrivelse: Sengotisk altertavle med apostelfigurer på fløjene. Bartholomæus holder en posebog i venstre hånd.
  - Nuværende opholdssted: Bedsted Kirke
  - Online ressourcer: Danmarks middelalderlige Altertavler registernr. RI.09.03.01 (Webside ikke længere tilgængelig)

- Bevtoft Kirke, Nørre Rangstrup Herred
  - Beskrivelse: En række udskårne figurer fra en altertavle fra ca. 1425 indgår i kirkens nuværende altertavle, prædikestol og lydhimmel. På lydhimmelen ses en uidentificeret apostel, der holder en posebog i højre hånd.
  - Nuværende opholdssted: Bevtoft Kirke
  - Online ressourcer: Danmarks middelalderlige Altertavler registernr. RI.08.03.01 (Webside ikke længere tilgængelig)

- Branderup Kirke, Nørre Rangstrup Herred
  - Beskrivelse: Altertavle fra ca. 1475 med apostelfigurer på fløjene. Peter holder en posebog i venstre hånd.
  - Nuværende opholdssted: Branderup Kirke
  - Online ressourcer: Danmarks middelalderlige Altertavler registernr. RI.08.04.01 (Webside ikke længere tilgængelig)

- Brøns Kirke, Hviding Herred
  - Beskrivelse: Apostelfigurer fra en altertavle fra ca. 1500 er 1857 blevet opstillet på ydersiden af vestpulpiturets brystning. Jakob den Ældre holder en posebog i venstre hånd.
  - Nuværende opholdssted: Brøns Kirke
  - Online ressourcer: Danmarks middelalderlige Altertavler registernr. RI.08.05.01 (Webside ikke længere tilgængelig)

- Bur Kirke, Hjerm Herred
  - Beskrivelse: Altertavle fra begyndelsen af 1500-tallet med apostelfigurer på fløjene. To af apostlene holder en posebog i venstre hånd.
  - Nuværende opholdssted: Bur Kirke
  - Online ressourcer: Danmarks middelalderlige Altertavler registernr. RI.06.01.01 (Webside ikke længere tilgængelig)

- Burkal Kirke, Slogs Herred
  - Beskrivelse: Krucifiksgruppe fra ca. 1515, hvor apostlen Johannes holder en posebog i venstre hånd.
  - Nuværende opholdssted: Burkal Kirke
  - Online ressourcer: —

- Døstrup Kirke, Tønder-Højer-Lø Herred
  - Beskrivelse: Altertavle fra 1499 med apostel- og helgenfigurer på fløjene. Jakob den Ældre holder en posebog i venstre hånd.
  - Nuværende opholdssted: Døstrup Kirke
  - Online ressourcer: Danmarks middelalderlige Altertavler registernr. RI.08.06.01 (Webside ikke længere tilgængelig)

- Grimstrup Kirke, Skast Herred
  - Beskrivelse: Altertavle fra ca. 1500 med apostelfigurer på fløjene. Jakob den Yngre holder en posebog i venstre hånd.
  - Nuværende opholdssted: Grimstrup Kirke
  - Online ressourcer: Danmarks middelalderlige Altertavler registernr. RI.03.01.01 (Webside ikke længere tilgængelig)

- Hemmet Kirke, Nørre Horne Herred
  - Beskrivelse: Sengotisk altertavle med apostelfigurer på fløjene. Matthias (?) holder tilsyneladende en posebog i højre hånd.
  - Nuværende opholdssted: Hemmet Kirke
  - Online ressourcer: Danmarks middelalderlige Altertavler registernr. RI.05.03.01 (Webside ikke længere tilgængelig)

- Hviding Kirke, Hviding Herred
  - Beskrivelse: Altertavle fra 1520'erne. På predella ses 15 nødhjælpere, hvor sankt Cyriacus holder en posebog i venstre hånd.
  - Nuværende opholdssted: Hviding Kirke
  - Online ressourcer: Danmarks middelalderlige Altertavler registernr. RI.01.04.01 (Webside ikke længere tilgængelig)

- Højrup Kirke, Hviding Herred
  - Beskrivelse: Altertavle fra midten af 1400-tallet med apostelfigurer på fløjene. Tre uidentificerede af disse holder en posebog i venstre hånd.
  - Nuværende opholdssted: Højrup Kirke
  - Online ressourcer: Danmarks middelalderlige Altertavler registernr. RI.08.08.01 (Webside ikke længere tilgængelig)

- Højst Kirke, Slogs Herred
  - Beskrivelse: Altertavle fra 1475-1500 med apostelfigurer på fløjene. Thomas (?) holder en posebog i venstre hånd.
  - Nuværende opholdssted: Højst Kirke
  - Online ressourcer: Danmarks middelalderlige Altertavler registernr. RI.09.10.01 (Webside ikke længere tilgængelig)

- Løgumkloster Kirke, Tønder, Højer og Lø Herred
  - Beskrivelse: Munkestole med gavlrelieffer. På en af disse ses sankt Benedikt med en posebog.
  - Nuværende opholdssted: Løgumkloster Kirke
  - Online ressourcer: Danmarks middelalderlige Altertavler registernr. RI.09.11.11 (Webside ikke længere tilgængelig)

- Løgumkloster Kirke, Tønder, Højer og Lø Herred
  - Beskrivelse: Apostelfigurer fra lektorium, der nu er anbragt på orgelpulpituret. Jakob den Ældre (indskrift siger S. paulus) holder en posebog i højre hånd.
  - Nuværende opholdssted: Løgumkloster Kirke
  - Online ressourcer: Danmarks middelalderlige Altertavler registernr. RI.09.11.12 (Webside ikke længere tilgængelig)

- Møgeltønder Kirke, Tønder, Højer og Lø Herred
  - Beskrivelse: Altertavle fra ca. 1500 med apostelfigurer på fløjene. Judas Thaddæus holder en posebog i højre hånd.
  - Nuværende opholdssted: Møgeltønder Kirke
  - Online ressourcer: Danmarks middelalderlige Altertavler registernr. RI.09.12.01 (Webside ikke længere tilgængelig)

- Nustrup Kirke, Gram Herred
  - Beskrivelse: Altertavle fra ca. 1475 med apostel- og helgenfigurer på fløjene. Andreas og Thomas holder en posebog i henholdsvis højre og venstre hånd.
  - Nuværende opholdssted: Nustrup Kirke
  - Online ressourcer: Danmarks middelalderlige Altertavler registernr. RI.08.10.01 (Webside ikke længere tilgængelig)

- Nørre Løgum Kirke, Tønder, Højer og Lø Herred
  - Beskrivelse: Altertavle fra ca. 1475 med apostelfigurer på fløjene. Peter og Simon holder en posebog i henholdsvis venstre og højre hånd.
  - Nuværende opholdssted: Nørre Løgum Kirke
  - Online ressourcer: Danmarks middelalderlige Altertavler registernr. RI.09.13.02 (Webside ikke længere tilgængelig)

- Nørre Nebel Kirke, Vester Horne Herred
  - Beskrivelse: Altertavle fra ca. 1475 med bl.a. apostlefigurer. Paulus holder en posebog i venstre hånd.
  - Nuværende opholdssted: Nørre Nebel Kirke
  - Online ressourcer: Danmarks middelalderlige Altertavler registernr. RI.04.10.01 (Webside ikke længere tilgængelig)

- Ravsted Kirke, Slogs Herred
  - Beskrivelse: Altertavle fra ca. 1500 med apostelfigurer på fløjene. Judas Thaddæus (indskrift på altertavlen siger Sanct(us) simonis) holder en posebog i højre hånd.
  - Nuværende opholdssted: Ravsted Kirke
  - Online ressourcer: Danmarks middelalderlige Altertavler registernr. RI.09.15.01 (Webside ikke længere tilgængelig)

- Rødding Kirke, Frøs Herred
  - Beskrivelse: En række udskårne figurer fra en altertavle fra 1500-1525 er bevaret. Blandt disse er en uidentificeret apostel, der holder en posebog i venstre hånd.
  - Nuværende opholdssted: Museet på Sønderborg Slot, udstillet
  - Online ressourcer: Danmarks middelalderlige Altertavler registernr. RI.08.11.01 (Webside ikke længere tilgængelig)

- Seem Kirke, Ribe Herred
  - Beskrivelse: Altertavle med apostelfigurer fra tidligere altertavle fra ca. 1490. Andreas holder en posebog i venstre hånd.
  - Nuværende opholdssted: Seem Kirke
  - Online ressourcer: Danmarks middelalderlige Altertavler registernr. RI.01.10.01 (Webside ikke længere tilgængelig)

- Skrydstrup Kirke, Gram Herred
  - Beskrivelse: Altertavle fra 1500-1525 med apostelfigurer på fløjene. Judas Thaddæus holder en posebog i højre hånd.
  - Nuværende opholdssted: Skrydstrup Kirke
  - Online ressourcer: Danmarks middelalderlige Altertavler registernr. RI.08.14.01 (Webside ikke længere tilgængelig)

- Sønder Skast Kirke, Tønder, Højer og Lø Herred
  - Beskrivelse: Altertavle fra 1400-1500 med apostelfigurer på fløjene. Jakob den Yngre (indskrift på altertavlen siger S: IUDAS TADÆUS) holder en posebog i højre hånd.
  - Nuværende opholdssted: Sønder Skast Kirke
  - Online ressourcer: Danmarks middelalderlige Altertavler registernr. RI.09.16.01 (Webside ikke længere tilgængelig)

- Tirslund Kirke, Nørre Rangstrup Herred
  - Beskrivelse: Altertavle fra begyndelsen af 1500-tallet med apostelfigurer på fløjene. Simon og Paulus (sidstnævnte kaldes IUDAS:IAC.BR på altertavlens tekst fra 1777) holder en posebog i venstre hånd.
  - Nuværende opholdssted: Tirslund Kirke
  - Online ressourcer: Danmarks middelalderlige Altertavler registernr. RI.08.15.01 (Webside ikke længere tilgængelig)

- Tønder Kristkirke i Tønder, Tønder, Højer og Lø Herred 
  - Beskrivelse: Altertavle fra ca. 1475 med apostel- og helgenfigurer på fløjene. En uidentificeret figur (kaldes S. IACOBUS MINOR på altertavlens tekst) holder en posebog i højre hånd.
  - Nuværende opholdssted: Fahretofter Kirche siden 1703
  - Online ressourcer: Danmarks middelalderlige Altertavler registernr. RI.09.18.01 (Webside ikke længere tilgængelig)

- Ukendt
  - Beskrivelse: En udskåret figur, der sandsynligvis forestiller apostlen Johannes, holder en posebog i højre hånd.
  - Nuværende opholdssted: Tønder Museum, udstillet (gave fra privat i 1995)
    - Online ressourcer: Danmarks middelalderlige Altertavler registernr. RI.00.09.01 (Webside ikke længere tilgængelig)

- Vodder Kirke, Hviding Herred
  - Beskrivelse: Altertavle fra 1450-1500 med apostelfigurer på fløjene. Paulus og Jakob den Yngre (på altertavlen kaldet Matheus) holder en posebog i henholdsvis højre og venstre hånd.
  - Nuværende opholdssted: Vodder Kirke
  - Online ressourcer: Danmarks middelalderlige Altertavler registernr. RI.08.17.01 (Webside ikke længere tilgængelig)

## Roskilde Stift
- Apostelhuset i Næstved, Tybjerg herred
  - Beskrivelse: Apostelhuset er udvendigt forsynet med en række udskårne portrætter fra 1510-1520 af apostlene. Matthæus har en posebog i venstre hånd.
  - Nuværende opholdssted: Apostelhuset
  - Online ressourcer: Apostelhuset Arkiveret 24. august 2016 hos  Wayback Machine

- Bakkendrup Kirke, Løve Herred
  - Beskrivelse: To figurer – sandsynligvis jomfru Maria og apostlen Johannes – fra slutningen af 1400-tallet er bevaret, muligvis fra et korbuekrucifiks. Johannes holder en posebog i venstre hånd.
  - Nuværende opholdssted: Nationalmuseet inv.nr. D1156a og b/1984 (erhvervet 1957)
  - Online ressourcer: —

- Gavnø Slotskapel, Hammer Herred
  - Beskrivelse: Johannes Evangelist med posebog.
  - Nuværende opholdssted: Gavnø Slotskapel
  - Online ressourcer: Danmarks middelalderlige Altertavler registernr. RO.11.17.10 (Webside ikke længere tilgængelig)

- Herlufsholm Kirke, Øster Flakkebjerg Herred
  - Beskrivelse: Nogle relieffer fra lektorium fra ca. 1500 indgår i den nuværende altertavle og er opsat ved korstole. På en korstol ses sankt Benedikt med en munk (?) ved sin venstre side. Munken holder en posebog i højre hånd.
  - Nuværende opholdssted: Herlufsholm Kirke
  - Online ressourcer:Billede fra Herlufsholm Kirke Arkiveret 11. juni 2007 hos  Wayback Machine – det pågældende relief ses yderst til venstre, men posebogen kan ikke skelnes på billedet

- Hårslev Kirke, Vester Flakkebjerg Herred
  - Beskrivelse: Altertavle med dele fra ca. 1515-1530 og apostelfigurer på fløjene. Bartholomæus og Filip holder en posebog i højre hånd.
  - Nuværende opholdssted: Hårslev Kirke
  - Online ressourcer: —

- Orø Kirke, Tuse Herred
  - Beskrivelse: Korbuekrucifiks fra 1475-1500 med sidefigurer. Apostlen Johannes holder en posebog i højre hånd.
  - Nuværende opholdssted: Orø Kirke
  - Online ressourcer: —

- Skørpinge Kirke, Vester Flakkebjerg Herrred
  - Beskrivelse: Udskårne figurer fra ca. 1475-1500 er bevaret. Apostlen Paulus holder en posebog i venstre hånd.
  - Nuværende opholdssted: Skørpinge Kirke
  - Online ressourcer: —

- Sønder Bjerge Kirke, Vester Flakkebjerg Herred
  - Beskrivelse: Altertavle fra ca. 1500, hvor sankt Katharina har en posebog hængende fra venstre overarm.
  - Nuværende opholdssted: Sønder Bjerge Kirke
  - Online ressourcer: —

- Ågerup Kirke, Merløse Herred

- - Beskrivelse: Kalkmaleri fra 1490-1500, der forestiller sankt Antonius med en bog i højre hånd. Maleriet fremstår noget utydeligt i dag, men der må være tale om en posebog.
  - Nuværende opholdssted: Ågerup Kirke
  - Online ressourcer: Kalkmalerier.dk

- Ukendt
  - Beskrivelse: Sønderhugget cirkulær seglstampe, der i 1994 blev fundet ved udgravning i Provstevænget nord for Roskilde Domkirke. Den stammer sandsynligvis fra en begravelse på den i middelalderen nærliggende Skt. Hans Kirkegård. På seglstampen ses en gestlig klædt mand, der har en bog hængende ved bæltet. Ifølge Michael Andersen: "Endnu en samling nyfundne seglstamper fra Roskildes middelalder" i Romu 1994 (udgivet 1996, ISSN 0107-928X), s. 35-54 er bogen indbundet i et posebind.
  - Nuværende opholdssted: Roskilde Museum, ROM 1351/90x8550
  - Online ressourcer: —

## Viborg Stift
- Estvad Kirke, Ginding Herred
  - Beskrivelse: På en fløjaltertavle fra 1512 ses apostelfigurer på fløjene. Nederst på nordfløjen ses yderst til venstre en apostel med en posebog i venstre hånd. På altetavlens predella ses 14 nødhjælpere, hvor nummer syv fra venstre (en kvinde) holder en posebog i venstre hånd.
  - Nuværende opholdssted: Estvad Kirke
  - Online ressourcer: Danmarks middelalderlige Altertavler registernr. VI.05.01.01 (Webside ikke længere tilgængelig)

- Grinderslev Kirke, Nørre Herred
  - Beskrivelse: På kirkens prædikestol findes en række sengotiske apostelfigurer. Af disse holder Paulus en posebog i højre hånd og Simon Zelotes en i venstre.
  - Nuværende opholdssted: Grinderslev Kirke
  - Online ressourcer: Danmarks middelalderlige Altertavler registernr. VI.04.03.01 (Webside ikke længere tilgængelig)

- Hodsager Kirke, Ginding Herred
  - Beskrivelse: Fra en sengotisk altertavle er bevaret en nådefader og fire figurer, herunder apostlene Johannes og Andreas. Andreas holder i højre hånd en posebog.
  - Nuværende opholdssted: Nationalmuseet
  - Online ressourcer: Danmarks middelalderlige Altertavler registernr. VI.07.03.01 (Webside ikke længere tilgængelig)

- Holstebro Kirke, Hjerm Herred
  - Beskrivelse: Altertavle fra 1907 med relieffer fra en nederlandsk altertavle fra ca. 1520. Hovedrelieffet i midten forestiller Marias Død, og to apostle er udstyret med en posebog. En holder den i højre hånd, den anden i venstre hånd.
  - Nuværende opholdssted: Holstebro Kirke
  - Online ressourcer: Danmarks middelalderlige Altertavler registernr. VI.08.04.01 (Webside ikke længere tilgængelig)

- Rom Kirke, Skodborg Herred
  - Beskrivelse: Sengotisk altertavle med apostelfigurer på fløjene. På sydfløjen ses nederst Bartholomæus med en posebog i venstre hånd. Bogen holdes noget usædvanligt med posen nederst, og bogens forside er dekoreret med et skakbrætsmønster.
  - Nuværende opholdssted: Rom Kirke
  - Online ressourcer: Danmarks middelalderlige Altertavler registernr. VI.10.06.01 (Webside ikke længere tilgængelig)

## Aalborg Stift
- Byrum Kirke, Læsø Herred
  - Beskrivelse: Altertavle fra ca. 1450 med Marias Himmelkroning og apostel- og helgenfigurer. To uidentificerede figurer og apostlene Andreas og Thomas (identificeret efter attribut) har en posebog i højre hånd. En figur, der efter attributten at dømme skal være Thomas, har en posebog i venstre hånd. Judas Thaddæus har en posebog hængende i bæltet i venstre side.
  - Nuværende opholdssted: Byrum Kirke
  - Online ressourcer: Danmarks middelalderlige Altertavler registernr. ÅL.08.02.01 (Webside ikke længere tilgængelig)

- Jetsmark Kirke, Hvetbo Herred
  - Beskrivelse: Kalkmaleri fra 1474 i kirkens våbenhus. Ifølge kalkmalerier.dk forestiller kalkmaleriet en kardinal, men der kunne også være tale om Hieronymus, der ofte fremstilles som en kardinal og med en bog. Vedkommende holder en posebog i venstre hånd.
  - Nuværende opholdssted: Jetsmark Kirke
  - Online ressourcer: Kalkmalerier.dk

- Komdrup Kirke, Hellum Herred
  - Beskrivelse: Sengotisk altertavle med nødhjælpere på fløjene. På nordfløjen ses øverst en uidentificeret nødhjælperfigur med en posebog i højre hånd.
  - Nuværende opholdssted: Komdrup Kirke
  - Online ressourcer: Danmarks middelalderlige Altertavler registernr. ÅL.05.03.01 (Webside ikke længere tilgængelig)

- Nørholm Kirke, Hornum Herred
  - Beskrivelse: Altertavle fra ca. 1500. På den ene fløj ses en figur forestillende sankt Dominicus med en posebog i venstre hånd.
  - Nuværende opholdssted: Nørholm Kirke
  - Online ressourcer: Danmarks middelalderlige Altertavler registernr. ÅL.03.01.01 (Webside ikke længere tilgængelig)

- Saltum Kirke, Hvetbo Herred
  - Beskrivelse: Altertavle med apostelfigurer fra ca. 1520 på fløjene. Nederst på sydfløjen ses en uidentificeret apostel med en posebog i højre hånd. Posebogen holdes i en usædvanlig position og er svær at identificere som sådan, men beskrives som sådan på altertavler.dk.
  - Nuværende opholdssted: Saltum Kirke
  - Online ressourcer: Danmarks middelalderlige Altertavler registernr. ÅL.06.05.01 (Webside ikke længere tilgængelig)

- Skærum Kirke, Horns Herred
  - Beskrivelse: Figurer fra altertavle fra ca. 1475. En uidentificeret apostelfigur holder en posebog i højre hånd. Posebogen holdes i en usædvanlig position og er svær at identificere som en sådan, men beskrives som sådan på altertavler.dk.
  - Nuværende opholdsstede: Vendsyssels Historiske Museum, inv. nr. 15501-19
  - Online ressourcer: Danmarks middealderlige Altertavler registernr. ÅL.08.05.01 (Webside ikke længere tilgængelig)

- Aaby Kirke, Kær Herred
  - Beskrivelse: Altertavle fra ca. 1525 med apostelfigurer på sidefløjene. En af figurerne – Jakob den Yngre? – holder en posebog i højre hånd.
  - Nuværende opholdssted: Aaby Kirke
  - Online ressourcer: Danmarks middelalderlige Altertavler registernr. ÅL.02.05.01 (Webside ikke længere tilgængelig)

## Århus Stift
- Auning Kirke, Sønderhald Herred
  - Beskrivelse: Kalkmaleri fra 1562. Sankt Laurentius holder en posebog i højre hånd.
  - Nuværende opholdssted: Auning Kirke
  - Online ressourcer: Kalkmalerier.dk – ved beskrivelsen af kalkmaleriet angives fejlagtigt, at Auning Kirke befinder sig i Hamrum Herred i Ribe Stift, men det skal være Sønderhald Herred i Århus Stift

- Hvilsager Kirke, Sønderhald Herred
  - Beskrivelse: Altertavle fra 1475-1500 med apostelfigurer på fløjene. På den nordre fløj holder to af figurerne en posebog i venstre hånd.
  - Nuværende opholdssted: Hvilsager Kirke
  - Online ressourcer: Danmarks middelalderlige Altertavler registernr. ÅR.13.04.01 (Webside ikke længere tilgængelig)

- Horsens Klosterkirke, Nim Herred
  - Beskrivelse: Altertavle fra ca. 1500 med apostelfigurer på fløjene. Nederst på sydfløjen ses som nummer to fra venstre en apostel – angivet som Simon på altertavlen, men uden attribut – som holder en posebog i højre hånd.
  - Nuværende opholdssted: Horsens Klosterkirke
  - Online ressourcer: Danmarks middealderlige Altertavler registernr. ÅR.06.01.02 (Webside ikke længere tilgængelig)

- Lime Kirke, Sønderhald Herred
  - Beskrivelse: På alterskranken er placeret 12 apostlefigurer fra en sengotisk altertavle. En af disse figurer holder en posebog i venstre hånd.
  - Nuværende opholdssted:Lime Kirke
  - Online ressourcer: Danmarks middelalderlige Altertavler registernr. ÅR.13.06.01 (Webside ikke længere tilgængelig)

- Låsby Kirke, Gjern Herred
  - Beskrivelse: Altertavle af nederlandsk type fra begyndelsen af 1500-tallet med helgenfigurer. Sankt Gertrud (?) holder en posebog i venstre hånd.
  - Nuværende opholdssted: Låsby Kirke
  - Online ressourcer: Danmarks middelalderlige Altertavler registernr. ÅR.09.03.01 (Webside ikke længere tilgængelig)

- Malling Kirke, Ning Herred
  - Beskrivelse: Altertavle fra ca. 1500 med apostelfigurer på fløjene. Nederst på sydfløjen ses i midten Matthias, der holder en posebog i venstre hånd.
  - Nuværende opholdssted: Malling Kirke
  - Online ressourcer: Danmarks middelalderlige Altertavler registernr. ÅR.03.02.01 (Webside ikke længere tilgængelig)

- Torsted Kirke, Hatting Herred
  - Beskrivelse: Sengotisk fløjaltertavle med apostelfigurer på fløjene. Nederst på nordfløjen ses til venstre Matthias med en posebog i venstre hånd.
  - Nuværende opholdssted: Torsted Kirke
  - Online ressourcer: Danmarks middelalderlige Altertavler registernr. ÅR.06.03.01 (Webside ikke længere tilgængelig)

- Tranbjerg Kirke, Ning Herred
  - Beskrivelse: Altertavle fra slutningen af 1400-tallet med apostelfigurer på fløjene. To af apostlene holder en posebog i venstre hånd, mens én har en posebog hængende i bæltet i højre side.
  - Nuværende opholdssted: Tranbjerg Kirke
  - Online ressourcer: Danmarks middelalderlige Altertavler registernr. ÅR.01.03.01 (Webside ikke længere tilgængelig)

- Ukendt
  - Beskrivelse: Figur forestillende Johannes Evangelist(?), som holder en posebog i venstre hånd. Figuren har været ejet af Viggo Starcke, som købte den på en auktion på Boller slot. Starckes beskæftigelse med emnet posebøger var foranlediget af dette køb.
  - Nuværende opholdssted: Privateje
  - Online ressourcer: Danmarks middelalderlige Altertavler registernr. ÅR.00.04.01 (Webside ikke længere tilgængelig)

- Vester Alling Kirke, Sønderhald Herred
  - Beskrivelse: Sengotisk altertavle med apostelfigurer på fløjene. På sydfløjen ses i øverste række Andreas med en posebog i venstre hånd.
  - Nuværende opholdssted: Vester Alling Kirke
  - Online ressourcer: Danmarks middelalderlige Altertavler registernr. ÅR.14.04.01 (Webside ikke længere tilgængelig)

- Ørting Kirke, Hads Herred
  - Beskrivelse:Midterskabet fra en fløjaltertavle fra slutningen af 1400-tallet, hvor Sankt Ursula, Katharina af Alexandria og Sankt Barbara ses. Under Ursulas kappe søger ti jomfruer ly, og én af disse holder en posebog i venstre hånd.
  - Nuværende opholdssted: Ørting Kirke, hvor den hænger på nordvæggen i skibet
  - Online ressourcer: Danmarks middelalderlige Altertavler registernr. ÅR.05.09.01 (Webside ikke længere tilgængelig)

- Århus Domkirke i Århus, Hasle Herred

- - Beskrivelse: Altertavle (indviet 1479) af Bernt Notke med apostelfigurer på fløjene. Judas Thaddæus holder en posebog med bæreknude i sin højre hånd, Filip har en posebog med bæreknude hængende fra bæltet og Thomas har en posebog, der ikke er forlænget i ryggen, hængende på sin højre arm. Matthæus har en bog hængende i en rem fra bæltet. Den er ikke en posebog.
  - Nuværende opholdssted: Århus Domkirke
  - Online ressourcer: Danmarks middelalderlige Altertavler registernr. ÅR.01.01.01 (Webside ikke længere tilgængelig)